# Trollhättan (comune)
Trollhättan è un comune svedese di 55 178 abitanti, situato nella contea di Västra Götaland. Il suo capoluogo è la città omonima.

## Località
Nel territorio comunale sono comprese le seguenti aree urbane (tätort):
- Sjuntorp
- Trollhättan
- Upphärad
- Väne-Åsaka
- Velanda